# Ендру Таненбаум
Ендру Стјуарт „Енди“ Таненбаум (енгл. Andrew Stuart "Andy" Tanenbaum; Њујорк, 16. март 1944) професор је рачунарства на Врај Универзитету у Амстердаму у Холандији. Најпознатији је као аутор миникса, слободног оперативног система налик јуниксу, којег је направио као помоћно средство за полазнике његових предавања. Подучавање често истиче као свој најважнији рад.
Рођен је у Њујорку. Дипломирао је физику на МИТ-у 1965, а 1971. докторирао је физику на Берклију. Преселио се Холандију, да би живео са својом женом која је одатле, али је задржао америчко држављанство.